# Monarda clinopodia
Monarda clinopodia är en kransblommig växtart som beskrevs av Carl von Linné. Monarda clinopodia ingår i släktet temyntor, och familjen kransblommiga växter. Inga underarter finns listade i Catalogue of Life.